# Všechno, co jste kdy chtěli vědět o sexu (ale báli jste se zeptat)
Všechno, co jste kdy chtěli vědět o sexu (ale báli jste se zeptat) (anglicky Everything You Always Wanted to Know About Sex * But Were Afraid to Ask) je americký povídkový film - komedie scenáristy a režiséra Woodyho Allena z roku 1972. Allen rovněž hraje ve většině povídek. Nejznámější je patrně jeho herecký výkon v roli spermie v povídce Co se děje při ejakulaci?

## Jednotlivé povídky
1. Funguje afrodiziakum? (Do Aphrodisiacs Work?) - parodie na Shakespearova dramata.
2. Co je to sodomie? (What is Sodomy?) - příběh lékaře, který má vyléčit arménského ovčáka ze zoofilie a sám jí propadne.
3. Proč mají některé ženy potíže s orgasmem? (Why Do Some Women Have Trouble Reaching an Orgasm?) - parodie na italské filmy 60. let (Michelangelo Antonioni, Federico Fellini), celé v italštině.
4. Jsou transvestité homosexuálové? (Are Transvestites Homosexuals?) - příběh obyčejného muže s neobvyklou úchylkou, který na návštěvě vyzkouší hostitelčiny šaty.
5. Co to je, když se řekne sexuální zvrhlík? (What Are Sex Perverts?) - parodie na televizní soutěž - poznej sexuální úchylku tohoto člověka
6. Jsou výsledky výzkumu v oblasti sexu přesné? (Are the Findings of Doctors and Clinics Who Do Sexual Research and Experiments Accurate?) - parodie na katastrofické filmy, boj proti uprchlému ňadru.
7. Co se děje při ejakulaci? (What Happens During Ejaculation?) - ovládání stroje - lidského těla při milování.